# Neostauropus niphonica
Neostauropus niphonica är en fjärilsart som beskrevs av Karl Grünberg 1912. Neostauropus niphonica ingår i släktet Neostauropus och familjen tandspinnare. Inga underarter finns listade i Catalogue of Life.